# Biblioteca Sino-Internacional
La Biblioteca Sino-Internacional (BSI; nombre original en francés: Bibliothèque Sino-Internationale; en chino tradicional, 中國國際圖書館; en chino simplificado, 中国国际图书馆) fue una biblioteca y agencia cultural chino activa desde 1932 hasta 1950 en Ginebra, Suiza, y desde 1951 hasta 1993 en Montevideo, Uruguay .
La BSI tenía como objetivo mejorar el conocimiento de la vida y la cultura chinas en todo el mundo. Sus fondos incluían hasta 200.000 volúmenes, así como materiales especiales como pinturas, caligrafías, fotografías, dibujos infantiles y artefactos como disfraces e instrumentos musicales. La BSI organizó muchos eventos, en Ginebra, en otras ciudades europeas y más tarde en Montevideo: exposiciones de arte, conferencias, cursos y proyecciones de películas. Publicó dos periódicos: Orient et Occident (1934-1936) y La Chine Illustrée (China Illustrated, China Illustriert, 中國畫報 1935-1937), así como varias monografías.
En 1950, con motivo de la Fundación de la República Popular China, la BSI fue transportada íntegramente a Montevideo, y depositada en la Biblioteca Nacional de Uruguay . En 1993, el núcleo de la Biblioteca, incluidos todos los libros chinos antiguos, fue enviado a Taipéi e integrado en las colecciones de la Biblioteca Nacional Central .

## Organización
Aunque formalmente era una asociación privada, la BSI fue financiada por personas que formaban un Comité de miembros fundadores (en francés: Comité des Membres Fondateurs ) cuya sede estaba en Ginebra, y cuyos estatutos fueron establecidos bajo la ley suiza. La institución fue reconocida y subvencionada por el Gobierno de Nanjing, por decisión del Yuan Ejecutivo.
El Comité de la BSI se vinculó ampliamente con la Comisión Nacional China del Comité Internacional de Cooperación Intelectual ( Chinese ) de la Sociedad de Naciones . Los miembros principales del Comité fueron Li Shizeng, Zhang Renjie, Wu Zhihui y Cai Yuanpei, los cofundadores en París en 1906-07 de Che Kiai Cheu (Sociedad del Mundo, en chino tradicional y simplificado, 世界社; pinyin, Shijie she    ).
Entre los miembros del Comité había muchas personalidades importantes de la China republicana, como : Chiang Kai-shek, Wang Jingwei, Hu Hanmin, Sun Fo, TV Soong, etc. Los miembros occidentales eran Joseph Avenol, Édouard Herriot, Ludwig Rajchman y Eduard Von der Heydt.Bibliothèque Sino-Internationale Genève (en francés) (2me édition revue et augmentée edición). Genève. 1936.
</ref>
Los sucesivos directores de la BSI fueron Hu Tianshi y Xiao Zicheng.

## Lugares

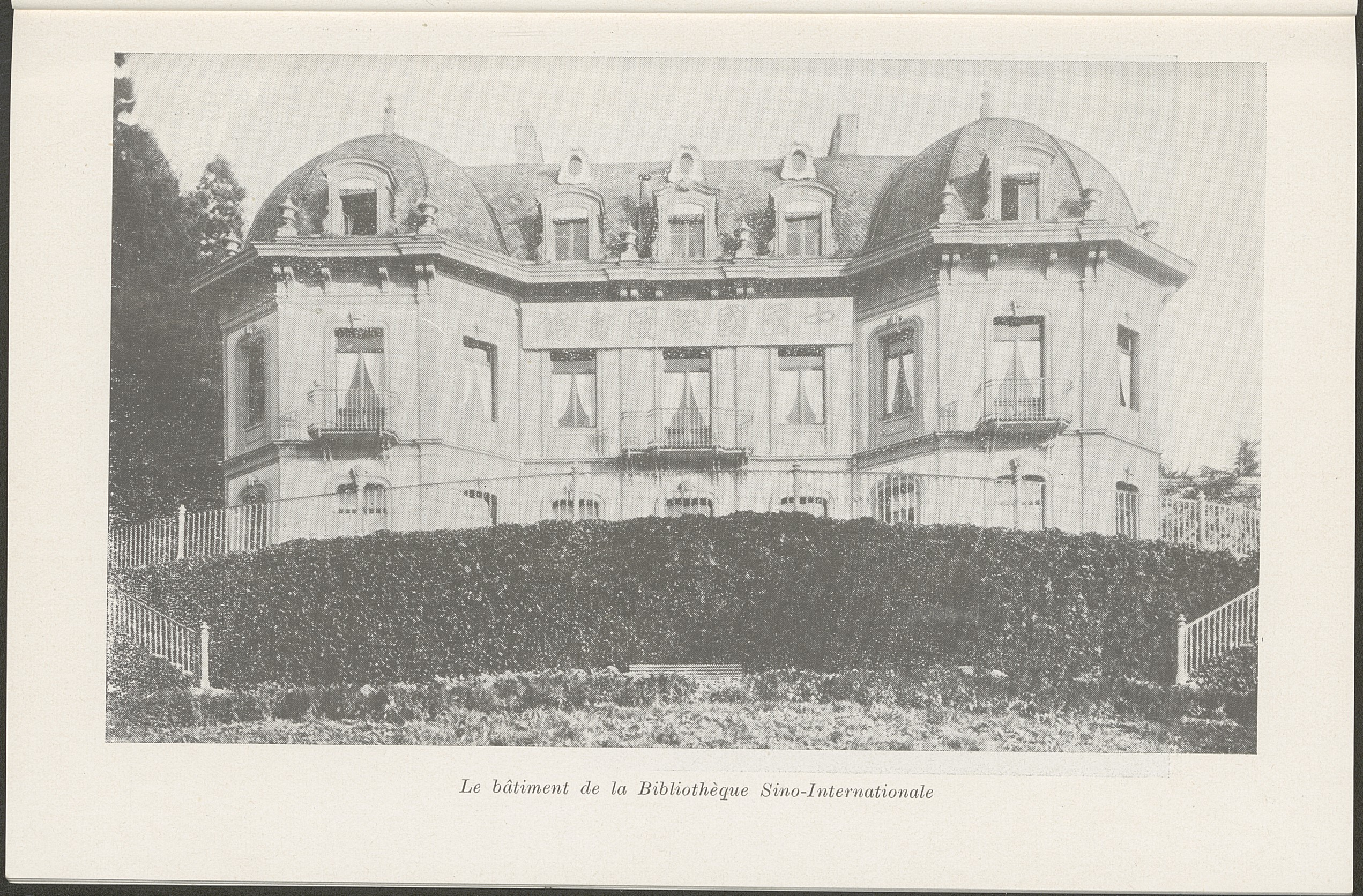
El BSI en el Château de Montalègre, 1936.

En Ginebra, la BSI tuvo tres domicilios consecutivos: inicialmente ubicada en el centro de la ciudad, en 5, route de Florissant, se trasladó en septiembre de 1934 al Château de Montalègre en el vecino municipio de Cologny . En octubre de 1937, mudó nuevamente al Pavillon du désarmement del Palais Wilson.
Una sucursal de Shanghái (en francés: Section de Shanghai ) de la BSI estaba situada en Route Fergusson 393 - ahora Wukanglu (en chino tradicional y simplificado, 武康路; pinyin, Wǔkāng Lù) 393, propiedad de Che Kiai Cheu (Sociedad del Mundo). Se planearon otras sucursales en Niza, Lyon y Nueva York, pero parece que nunca se implementaron por completo.

## Acervo
El acervo de la BSI eran enorme. Según una descripción de 1939, contaba con 125 000 libros y manuscritos chinos y 30 000 libros europeos. En descripciones posteriores la cifra asciende a 200.000 volúmenes.
Entre las rarezas se encontraban preciosos libros chinos de la dinastía Ming, así como un original de la Enciclopedia Gujin Tushu Jicheng de 1725 ( Chinese ) en 6000 volúmenes. Los materiales especiales incluyeron pinturas y caligrafías chinas antiguas y modernas, un gran conjunto de dibujos de niños, hasta 4000 fotografías y muchos artefactos, como instrumentos musicales.

## Eventos y visitantes
La BSI organizó muchos eventos, como una Exposición de Arte Chino de 1934 con 1000 artículos en el Kursaal de Ginebra, una exposición de dibujos infantiles de 1935 tanto en Ginebra como en el Pestalozzianum de Zúrich, la proyección de películas como Love and Duty - cuyo último ejemplar existente se encontraría posteriormente en los fondos de la BSI en Montevideo. Regularmente se daban conferencias, por ejemplo sobre música china a cargo de Xiao Shuxian o sobre feminismo chino a cargo de Marcela de Juan . Numerosas personalidades visitaron la BSI, como el filósofo y diplomático Hu Shih, la intérprete de ópera Mei Lanfang, la actriz Hu Die o el autor Gao Changhong.

## La BSI en Montevideo
Con la Proclamación de la República Popular China en 1949, Suiza reconoció rápidamente el nuevo régimen (17 de enero de 1950). Según su propio relato, Li Shizeng consideró que la BSI estaba en riesgo de ser incautada por la República Popular China como patrimonio nacional. Se tomaron contactos con las autoridades uruguayas a través de la intermediación de Hugo Fernández Artucio, quien había colaborado junto a Li Shizeng en la revista Free World en Nueva York. Toda la biblioteca, en 456 contenedores, fue transportada en tren a Génova y luego en barcos a Montevideo. Fue decisivo para su aceptación el apoyo entusiasta del director de la Biblioteca Nacional de Uruguay, Dionisio Trillo Pays, y de su secretario, Carlos Maggi.
Documentos de archivo dejados en Montevideo atestiguan que la Biblioteca se encontraba en una situación financiera precaria. Su transporte desde Ginebra y su instalación y mantenimiento en Uruguay fue financiado por el Gobierno uruguayo. La Biblioteca en un principio quedó en contenedores, luego se le otorgó un importante espacio, inaugurado el 3 de abril de 1967, en el nuevo edificio (1965) de la Biblioteca Nacional de Uruguay.
En Montevideo, la BSI, bajo la dirección de Xiao Zicheng, continuó con su acción de difusión cultural, organizando eventos como la exposición 3000 anos de arte Chino en 1969, y propiciando la fundación de la Academia Artigas  - Sun Yat Sen, cuya finalidad era la enseñanza del idioma y arte chinos.
Después del fallecimiento de Li Shizeng, en 1973, la BSI quedó directamente ligada al gobierno de Taiwán, contribuyendo al fuerte vínculo que se estableció a partir de  ese año entre Taiwán y la dictadura cívico-militar uruguaya. En ese período se destaca la publicación en 1984 del Catálogo de los libros chinos antiguos de la Biblioteca Sino-Internacional, con prólogo bilingüe (español – chino) a cargo de Arturo Sergio Visca, director en ese momento de la Biblioteca Nacional de Uruguay. [5]

## Destino
Luego de la restauración democrática en Uruguay (1985) y de la apertura de relaciones con la República Popular de China (1988), en marzo de 1993, una carta a nombre de la Che Kiai Cheu (Sociedad del Mundo) solicitó la devolución de las posesiones de la BSI. Después de la negociación, el núcleo de la biblioteca, incluidos todos los libros chinos antiguos, fue transportado a Taiwán. Las colecciones ahora están integradas a la Biblioteca Central Nacional en Taipéi. Algunos elementos, incluidos documentos de archivo sobre la BSI, permanecen en la Sala de Materiales Especiales de la Biblioteca Nacional de Uruguay .